# Friedrich Adler (politico)
Friedrich Adler (Vienna, 9 luglio 1879 – Zurigo, 2 gennaio 1960) è stato un politico austriaco.

## Biografia
Fu figlio di Victor, medico e dirigente del Partito Socialdemocratico Operaio, il quale, non volendo che si occupasse di politica, lo orientò verso studi scientifici. Diplomatosi nel 1897 alla Realschule di Vienna, studiò chimica, matematica e fisica nella Scuola Politecnica Federale di Zurigo, laureandosi nel 1903 e lavorandovi come assistente di fisica dal 1907 al 1911.
Nel 1908 rinunciò alla cattedra di fisica teorica, preferendo che questa fosse occupata da Einstein da lui conosciuto e stimato, nello stesso Politecnico zurighese nel 1898.
Intanto, era divenuto nel 1901 Presidente dell'Associazione delle unioni operaie internazionali in Svizzera e fu redattore del quotidiano socialista Volksrecht dal 1910 al 1911. 
In questo stesso anno rientrò a Vienna divenendo uno dei quattro segretari del Partito Socialdemocratico Operaio e assumendo la direzione dell'ala sinistra del partito; si dimise nel 1914 dal partito quando questi diede, a maggioranza, il suo appoggio all'entrata in guerra dell'Impero absburgico, continuando a manifestare la sua opposizione alla guerra dalle colonne del giornale Der Kampf.
Nell'ottobre 1916 Adler uccise il primo ministro Karl von Stürgkh, perché a suo avviso era responsabile della prosecuzione della guerra; condannato a morte, la pena gli fu commutata dall'imperatore Carlo I d'Austria, appena succeduto a Francesco Giuseppe, in 18 anni di reclusione. Con il crollo dell'Impero e la proclamazione della Repubblica nel 1918, fu amnistiato. In seguito alla Rivoluzione d'ottobre assunse posizioni critiche nei confronti della teoria leninista di "dittatura del proletariato", insieme ad altri esponenti della Seconda Internazionale tra i quali Karl Kautsky e Jean Longuet, il che gli valse alcune critiche da parte di Lenin, che lo definì "[uno dei] rappresentanti contemporanei della democrazia piccolo-borghese [...]. Il tratto proprio dei democratici piccolo-borghesi è la ripugnanza per la lotta di classe, il desiderio di farne a meno, l'aspirazione a spianare e a conciliare, a smussare gli angoli acuti". 
Rifiutata la presidenza del Partito Comunista d'Austria tedesca, fu tra i fondatori nel febbraio 1921 della centrista Internazionale di Vienna - chiamata da Karl Radek anche ironicamente "Internazionale 2½" - che si poneva fra la Seconda Internazionale socialista e la Terza Internazionale bolscevica, cercando invano di favorirne l'accordo. L'Internazionale di Vienna nel maggio 1923 si riunificò con i socialisti riformisti rimasti nella Seconda Internazionale, fondando insieme ad essi l'Internazionale operaia socialista (IOS), divenendone segretario dal 1923 al 1939.
Nel 1940 emigrò negli Stati Uniti d'America; rientrato in Europa nel 1946, si ritirò dalla vita politica stabilendosi a Zurigo.